# Vampyronassa
Vampyronassa  é um gênero extinto de cefalópode vampyromorfo conhecido por cerca de 20 fósseis do Calóvia Inferior (165–164 Ma) de La Voulte-sur-Rhône, Ardèche, França. Uma espécie é atualmente conhecida, Vampyronassa rhodanica, um predador que viveu por mais de 160 milhões de anos.

## Comportamento e descrição
A análise dos fósseis demonstrou corpo musculoso e aerodinâmico com dois de seus oito braços duas vezes mais longos que os outros seis. Mostrou a existência de ventosas musculares em todos os oito braços. Os pesquisadores acreditam que o animal provavelmente costumava prender e manipular presas.
Os olhos estão bem preservados, embora sua posição seja relativa dada a quantidade de distorção antes da mineralização. São subcirculares, sofreram várias compactações e têm um diâmetro de 5 a 7 milímetros.